# Ferdinand Giele
Ferdinand Giele (Leuven, 1867 - Leuven, 1929) was een Belgisch kunstschilder en graficus, en tekenleraar aan de Kunstacademie van Leuven. Hij tekende, etste en schilderde voornamelijk gebouwen uit middeleeuwen en renaissance : torens, kloosters en abdijen, kerkinterieurs, oude poorten, en huizen. Zijn inspiratie zocht hij in eigen stad, maar ook onder andere in Brugge, Londen of Oxford.
Tijdens de Eerste Wereldoorlog verbleef hij in Londen. Hij was tekenleraar aan de Kunstacademie van Leuven en was lid van de Koninklijke Kunstkring van Leuven, waarvan hij voorzitter was. Na de Eerste Wereldoorlog bracht hij een map etsen uit, getiteld "Louvain", met voorstellingen van de vernielde stad.
Giele was stichtend lid van "La Gravure Originale Belge” en lid van de “Société des Aquafortistes de Belgique”. Hij stelde tentoon met de Cercle royal artistique de Louvain samen met Antoine Jorissen en Lucien Spéder

## Tentoonstellingen
- 1925, Gent, Cercle Artistique (samen met Julien Van de Veegaete)